# Oehrenstock
Oehrenstock ist ein Ortsteil der Stadt Ilmenau im Ilm-Kreis (Thüringen). Der Ortsteil hatte im Dezember 2022 514 Einwohner.

## Geografie

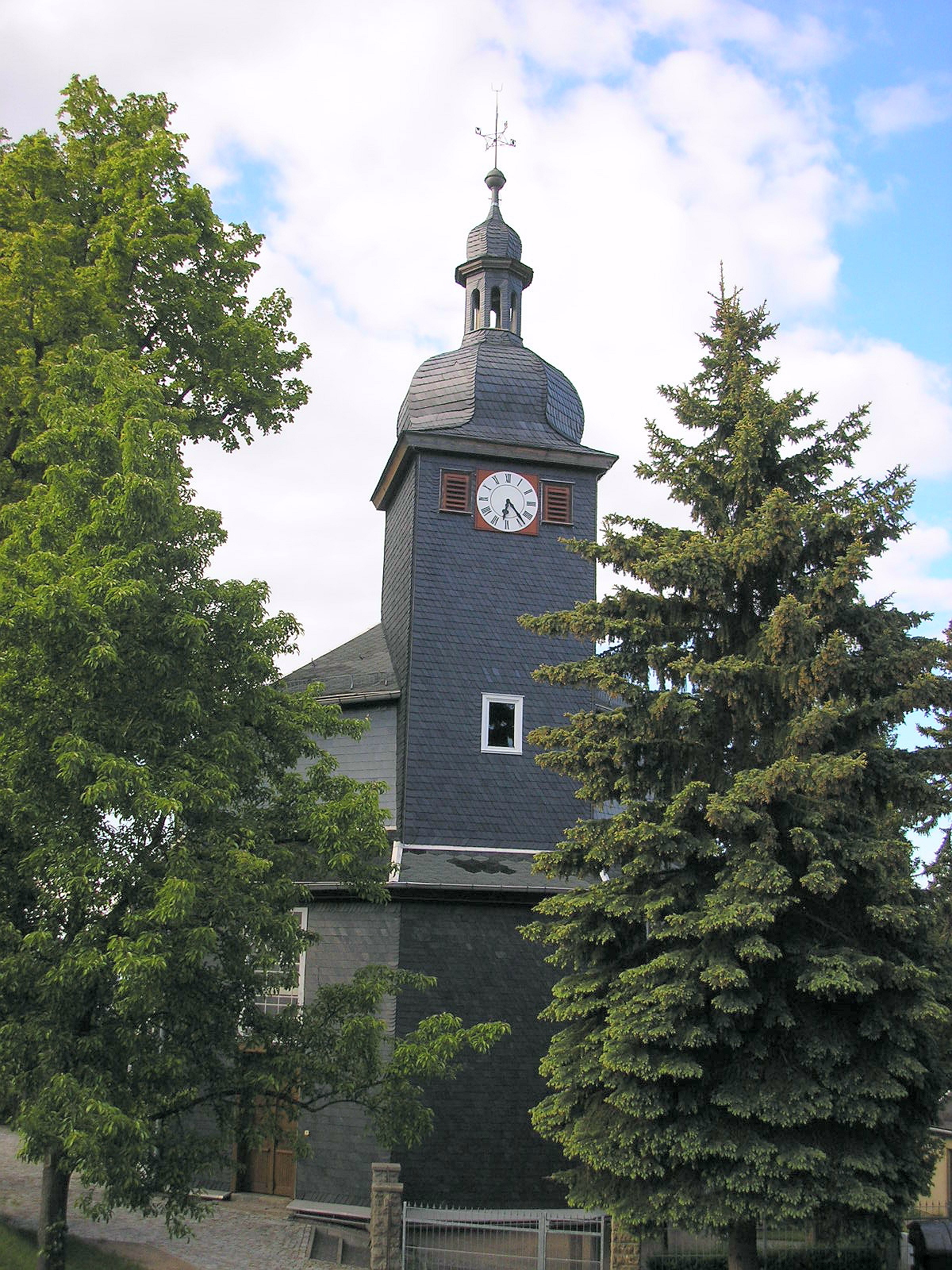
Kirche von Oehrenstock

Oehrenstock liegt in etwa 575 Metern Höhe im Thüringer Wald. Der Ort wird von der Oehre, einem Nebenfluss der Schorte durchflossen. Südlich von Oehrenstock liegt der 774 Meter hohe Kienberg. In der Umgebung von Oehrenstock liegen zahlreiche Stollen, die von früheren Bergbau auf Mangan und Flussspat zeugen.

## Geschichte
Die urkundliche Ersterwähnung von Oehrenstock fällt ins Jahr 1311. Der Ort befand sich im Besitz der Herren von Wüllersleben und kam später an die Grafschaft Schwarzburg-Sondershausen. Die Einwohner waren Bauern, Bergmänner oder Waldarbeiter. Bergmännisch abgebaut wurde insbesondere der für die im Thüringer Wald häufige Glas- und Metallverarbeitung benötigte Braunstein, den man in mehreren Gruben gewann und der im 19. Jahrhundert zu einem gewissen Wohlstand im Ort führte. Später gab es auch einige kleinere Betriebe, die Thermometer produzierten. Bis 1918 gehörte Oehrenstock zur Oberherrschaft des Fürstentums Schwarzburg-Sondershausen. Zur Zeit der DDR wurde insbesondere die Landwirtschaft des Ortes intensiviert. Am 8. März 1994 wurde der Ort von Langewiesen eingemeindet. Langewiesen wurde wiederum am 6. Juli 2018 nach Ilmenau eingemeindet.

## Politik
Ortsteilbürgermeister ist seit 2009 Wolfram Lortsch. Er wurde zuletzt bei den Kommunalwahlen in Thüringen am 26. Mai 2024 im Amt bestätigt. Zusammen mit sechs weiteren Mitgliedern bildet er den Ortsteilrat von Oehrenstock.

## Sehenswürdigkeiten
- Die Dorfkirche wurde 1740 auf dem Gelände des einstigen Herrenhofs der Herren von Wüllersleben errichtet.
- Schaubergwerk Volle Rose

## Wirtschaft und Verkehr
Oehrenstock besitzt heute keine Industrie mehr. Die Einwohner sind entweder im Fremdenverkehr des Ortes tätig oder sie pendeln zur Arbeit nach Ilmenau.
Der stillgelegte Steinbruch Oehrenstock ist Typlokalität der Minerale Hausmannit und Braunit.
Straßen gibt es von Oehrenstock nach Langewiesen und Ilmenau.

## Persönlichkeiten
- Christian Dietrich (1869–1954), deutscher Arbeiter und Politiker (SPD, USPD), in Oehrenstock geboren